# Shammar Yahri'sh
Shammar Yahri'sh, (en arabe : شمر يرعش), est un roi himyarite. 
En l'an 275, il conduit ses troupes à la victoire sur Najran, Marib, et l'Hadramaout. Il réussit à unir la plus grande partie du Yémen actuel, et s'accorde le titre de roi de Saba, de Dhu Raydan, d'Hadramaout et de Yamnat. Yamnat peut avoir été le nom de la partie sud du Yémen. 
Avant lui, les rois himyarites étaient connus comme rois Tubba, et félicités pour leur courage et leur prééminence dans la poésie yéménite traditionnelle.
Cent ans plus tard, Abou Karib Asad, surnommé Asad al-Kamel, le parfait, remplit les plus hautes aspirations de Shammar Yahri'sh. Sous sa direction, l'ancien État sabéen avec Mareb cesse d'exister comme capitale et en tant que royaume indépendant. Les Axoumites, devenus un pouvoir fort et occupant la Tihama et assez souvent une partie des hautes terres, sont repoussés en Éthiopie. Durant son règne, le Yémen a probablement atteint sa plus grande expansion préislamique, incluant le sud de l'actuelle Arabie saoudite et Oman.